# Wat Si Saket

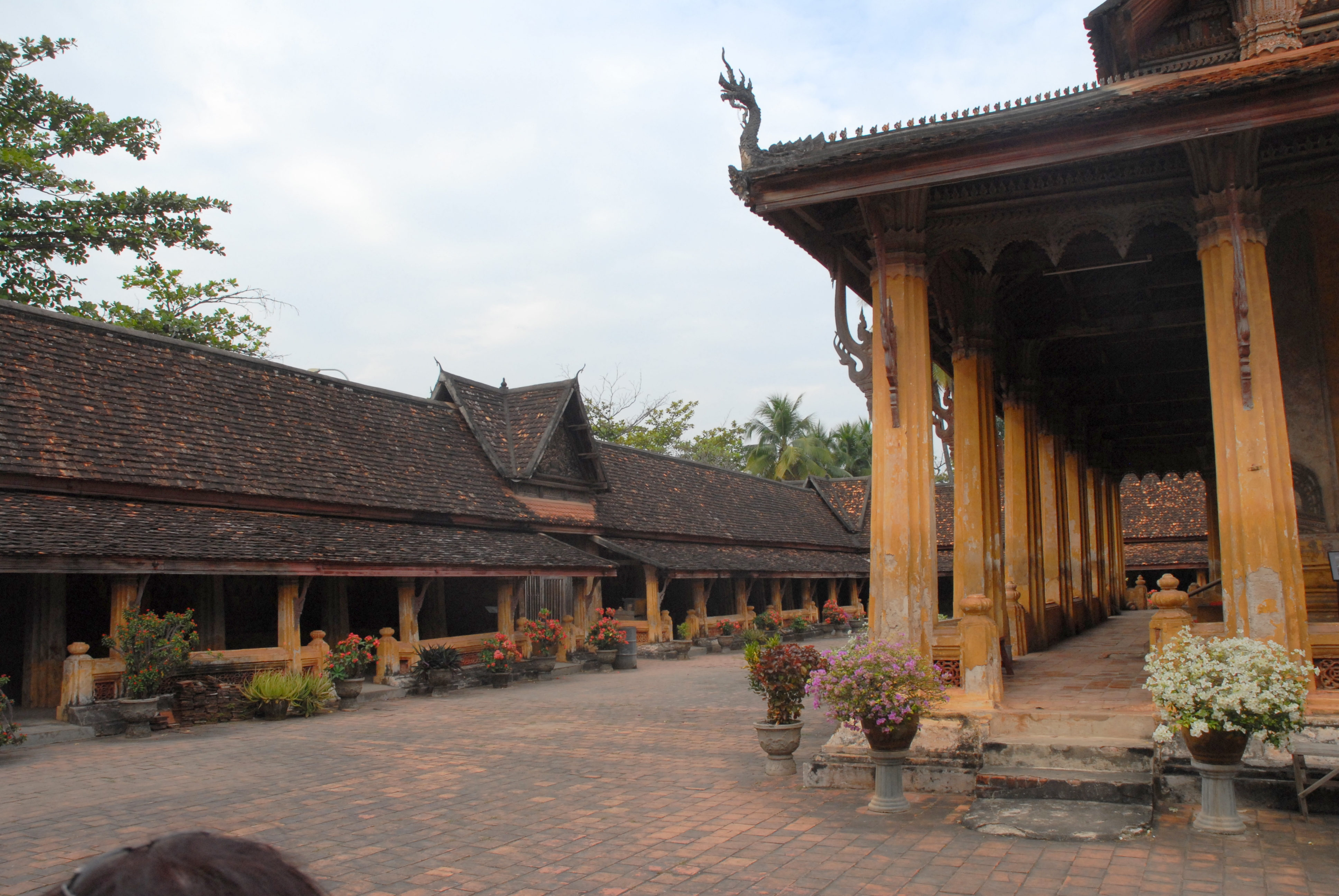
Wat Si Saket

Chùa Sisaket (ວັດສີສະເກດ - Wat Sisaket) là một trong những ngôi chùa quan trọng nhất tại Vientiane, toạ lạc ngay trên con phố dẫn đến Phủ Thủ tướng Lào.

## Tổng quan
Ngôi chùa này được xây dựng bởi vua Chao Anuvong, vị vua cuối cùng của vương quốc Lan Xang, vào năm 1818. Chùa nằm gần ngôi chùa nổi tiếng khác là chùa Phra Keo, nơi có bức tượng Phật ngọc nổi tiếng. Vào thời điểm này, Lào vừa trở thành nước chư hầu của Xiêm, điều này lý giải tại sao ngôi chùa này có kiến trúc Bangkok (với mái 5 tầng và hồi lang bao quanh chùa chính). Có lẽ chính vì vậy mà Wat Sisaket đã không bị phá hủy khi quân Xiêm tấn công Vientiane năm 1828,chỉ bị cướp bức tượng Phật ngọc. Vì lý do đó mà Wat Sisaket được biết đến là ngôi chùa cổ nhất tại Vientiane. Nhưng cũng có truyền thuyết cho rằng, khi quân Xiêm định tấn công chùa, một đám mây đen phủ kín bầu trời, tất thảy quan quân thất kinh hồn vía, cho là cơn giận dữ của trời đất nên đã tự động rút lui. Nhờ thế mà duy nhất chùa Sisaket còn tồn tại, tiếp tục đóng vai trò là chốn tu hành thiêng liêng trong suốt thế kỷ XIX và cho đến tận ngày nay.
Một chi tiết thu hút du khách là dãy hành lang bao quanh " sim " (chùa chính). Những tường phía trong hành lang là nơi trưng bày hơn 2000 tượng phật lớn nhỏ được làm trong TK 16 – 19. Xung quanh hành lang có đặt hơn 300 tượng phật mang phong cách điêu khắc Lào bằng chất liệu gỗ, đá hoặc thiếc được làm tại Vientiane vào thế kỉ 16 và 19. Giá phía dưới cũng trưng bày hơn 300 tượng phật theo phong cách Lào. Dãy hành lang phía Tây có trưng bày một loạt những bức tượng bị vỡ - kết quả của cuộc tấn công của quân Xiêm năm 1828.
Nơi đây cũng là một bảo tàng - nơi lưu giữ hơn 8000 cuốn sách có giá trị và 6840 tượng phật được làm bằng nhiều chất liệu như đồng, đá, gỗ, bạc hay thạch cao... Mặt trong của chính điện có hàng ngàn hốc nhỏ, mỗi hốc đặt một bức tượng Phật, tạo cảm giác che chở cho người cầu nguyện. Hệ thống trường lang bên ngoài cũng đặt hàng trăm bức tượng Phật lớn nhỏ. Tại đây còn có một thư viện gần 400 năm tuổi với nhiều kinh sách Phật cổ viết bằng tay trên lá cọ...

## Hình ảnh

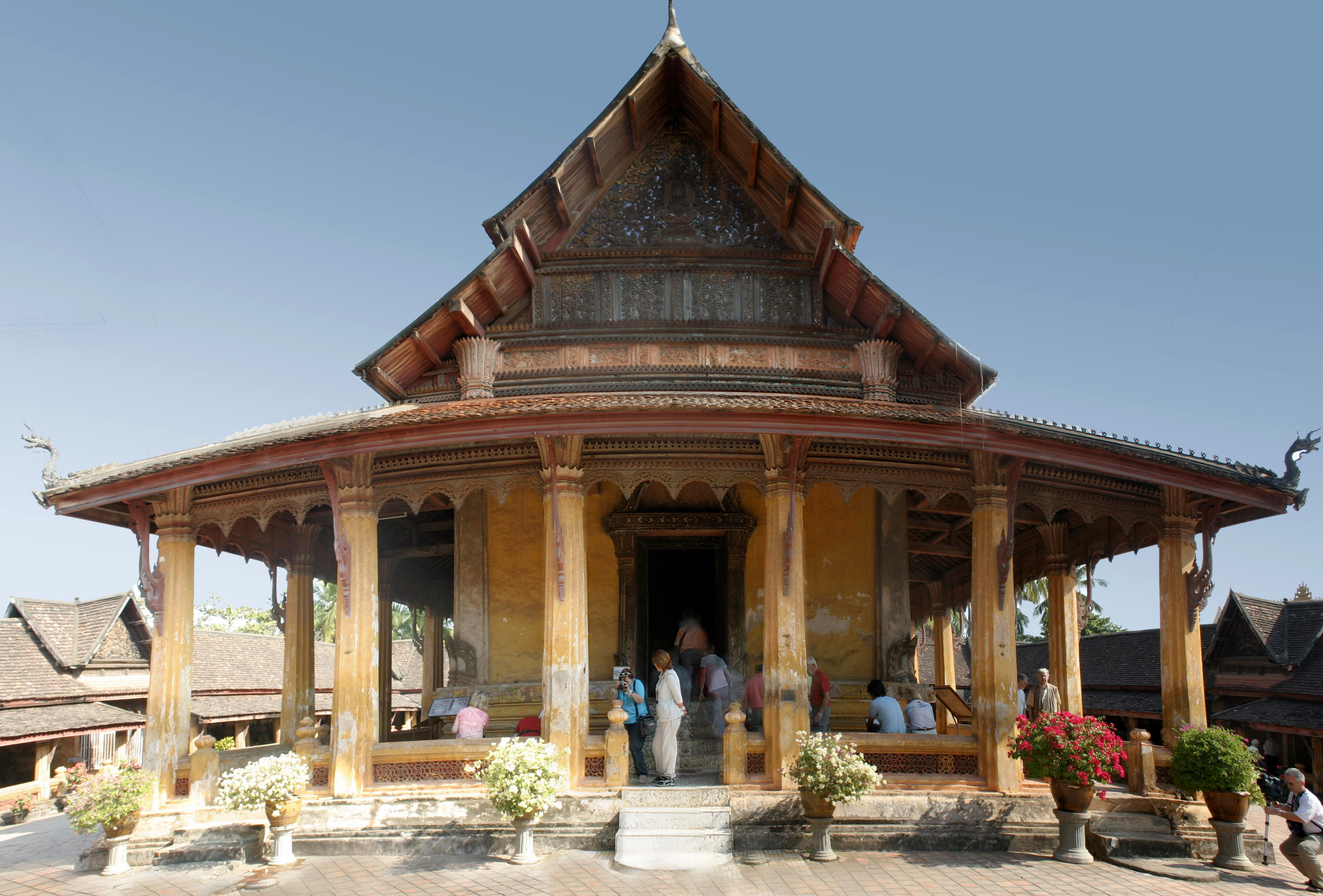
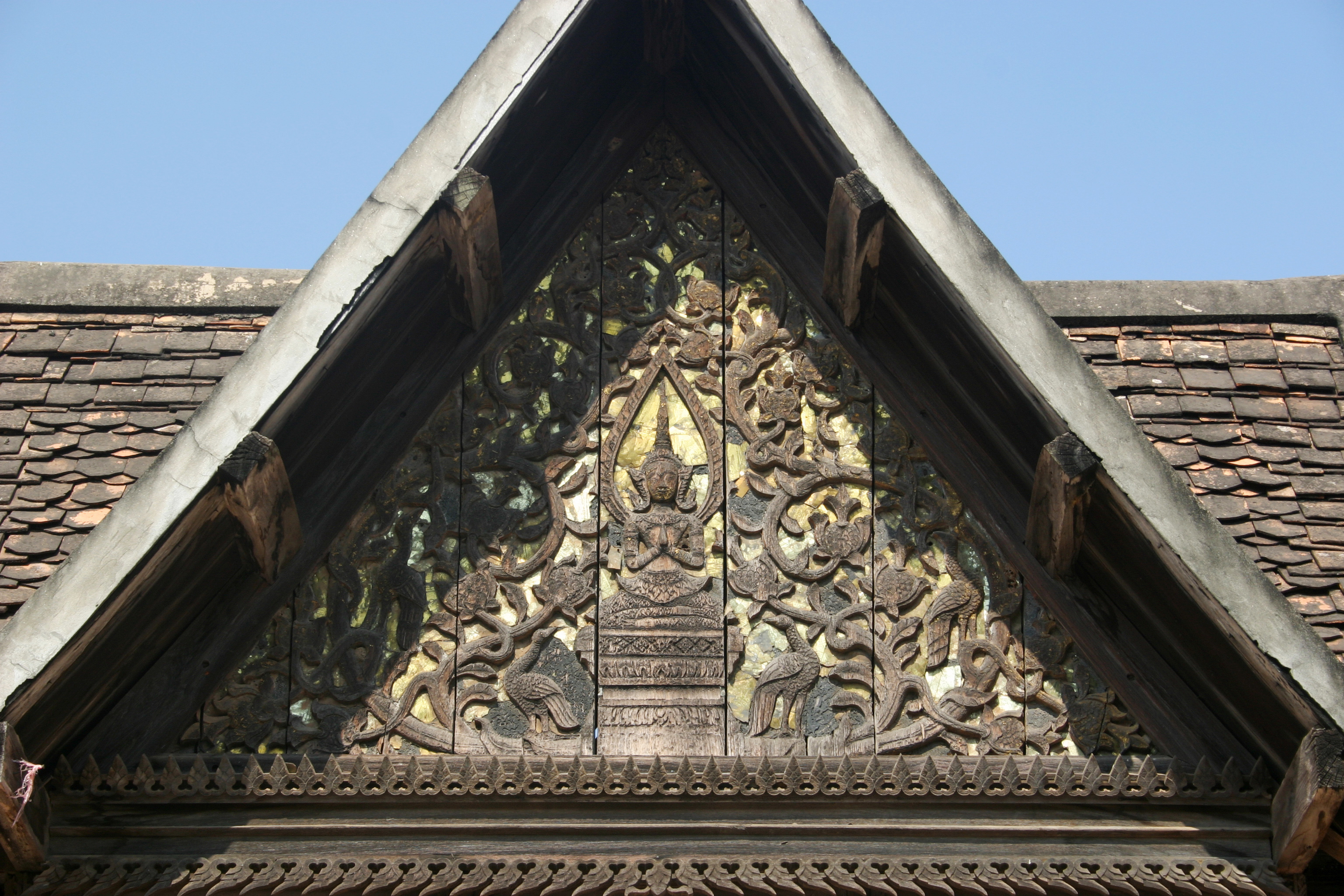
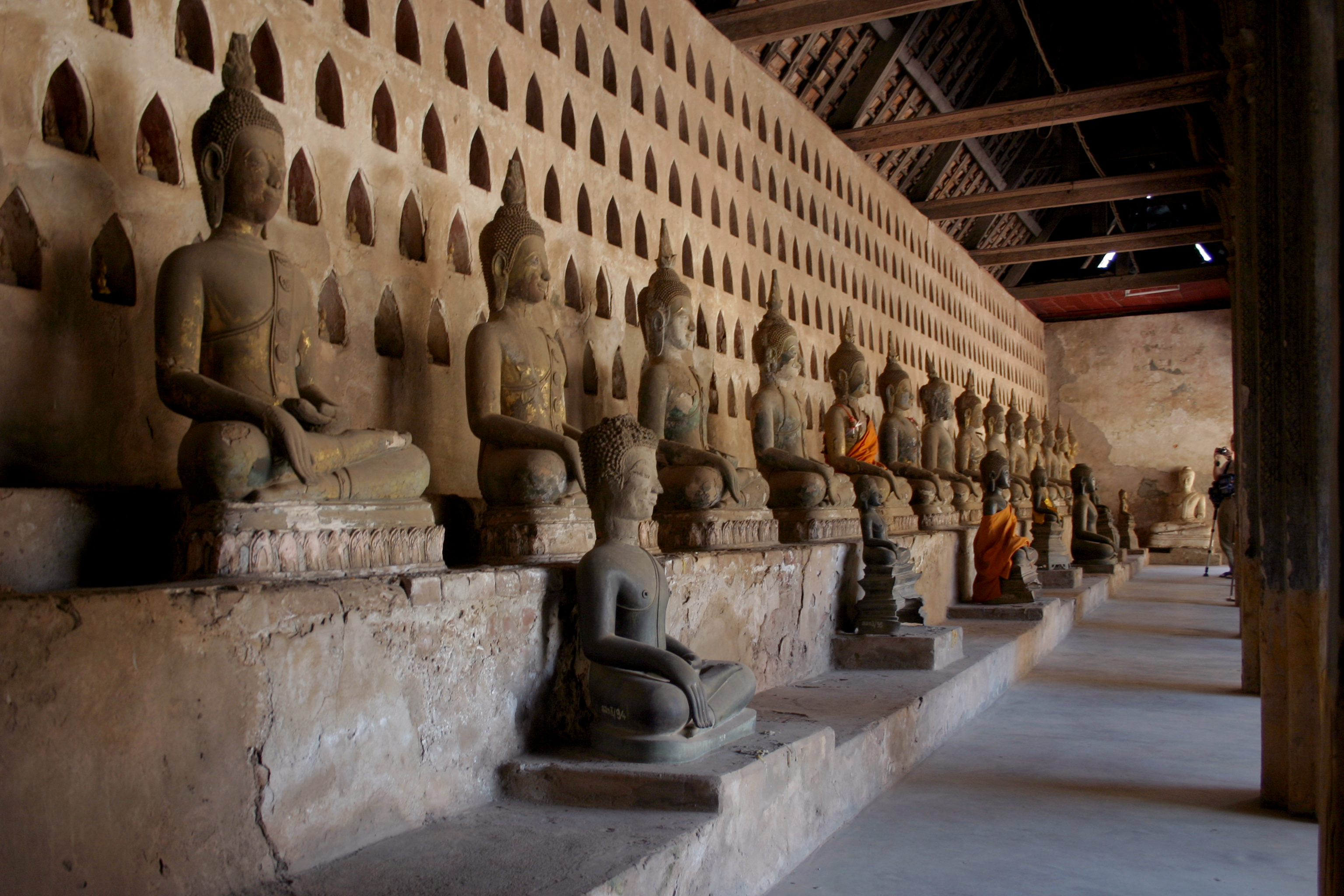
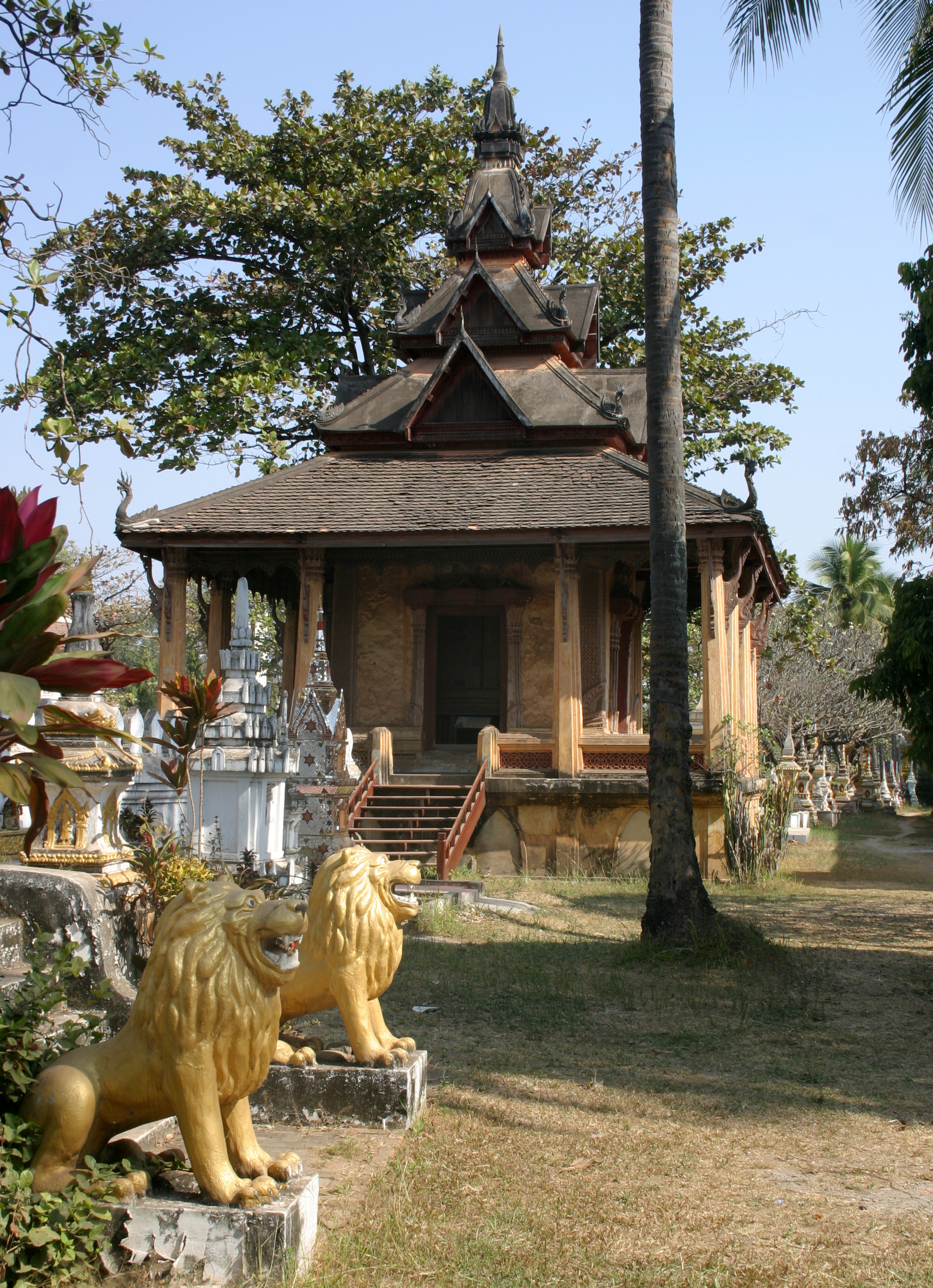
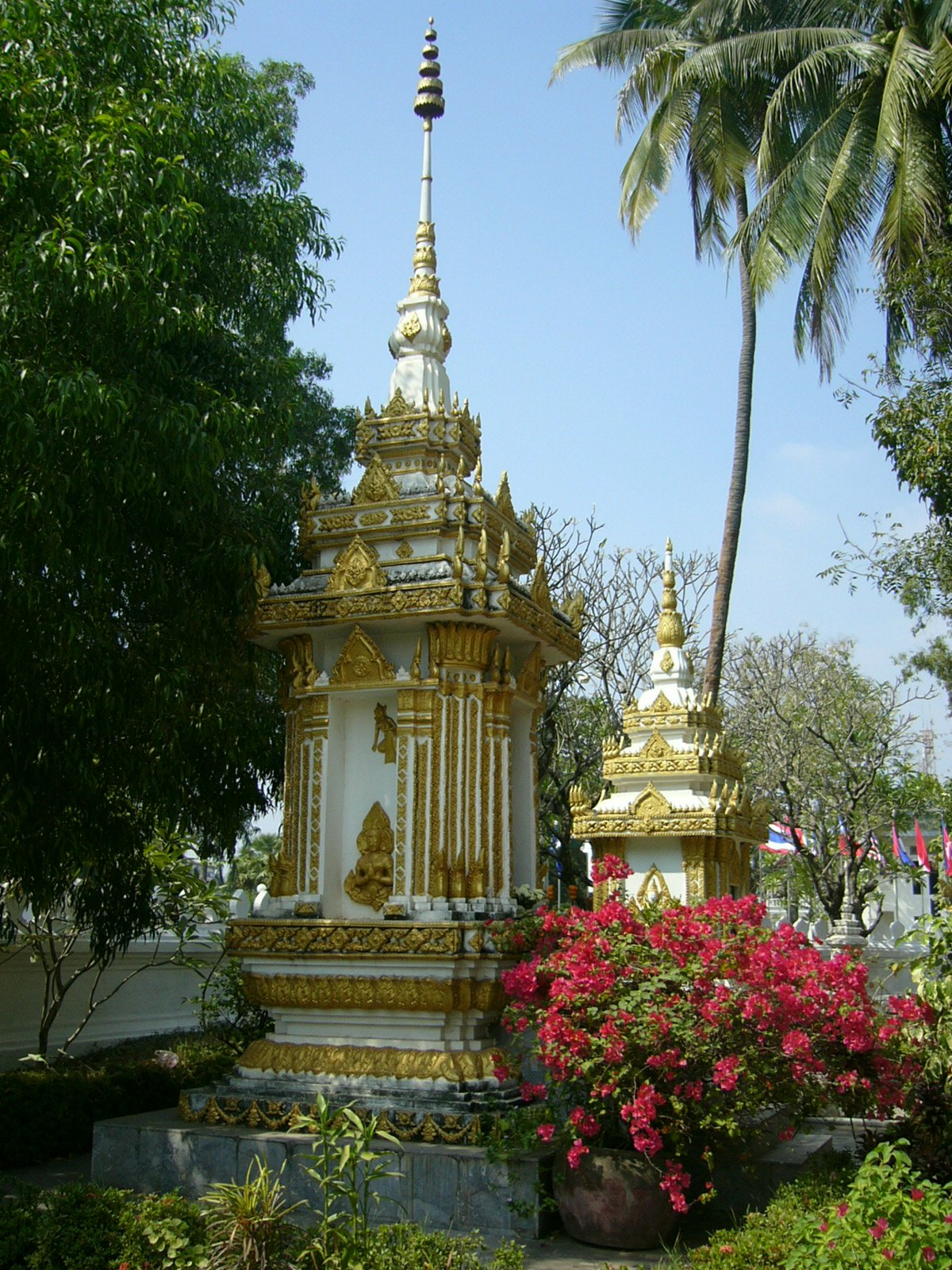
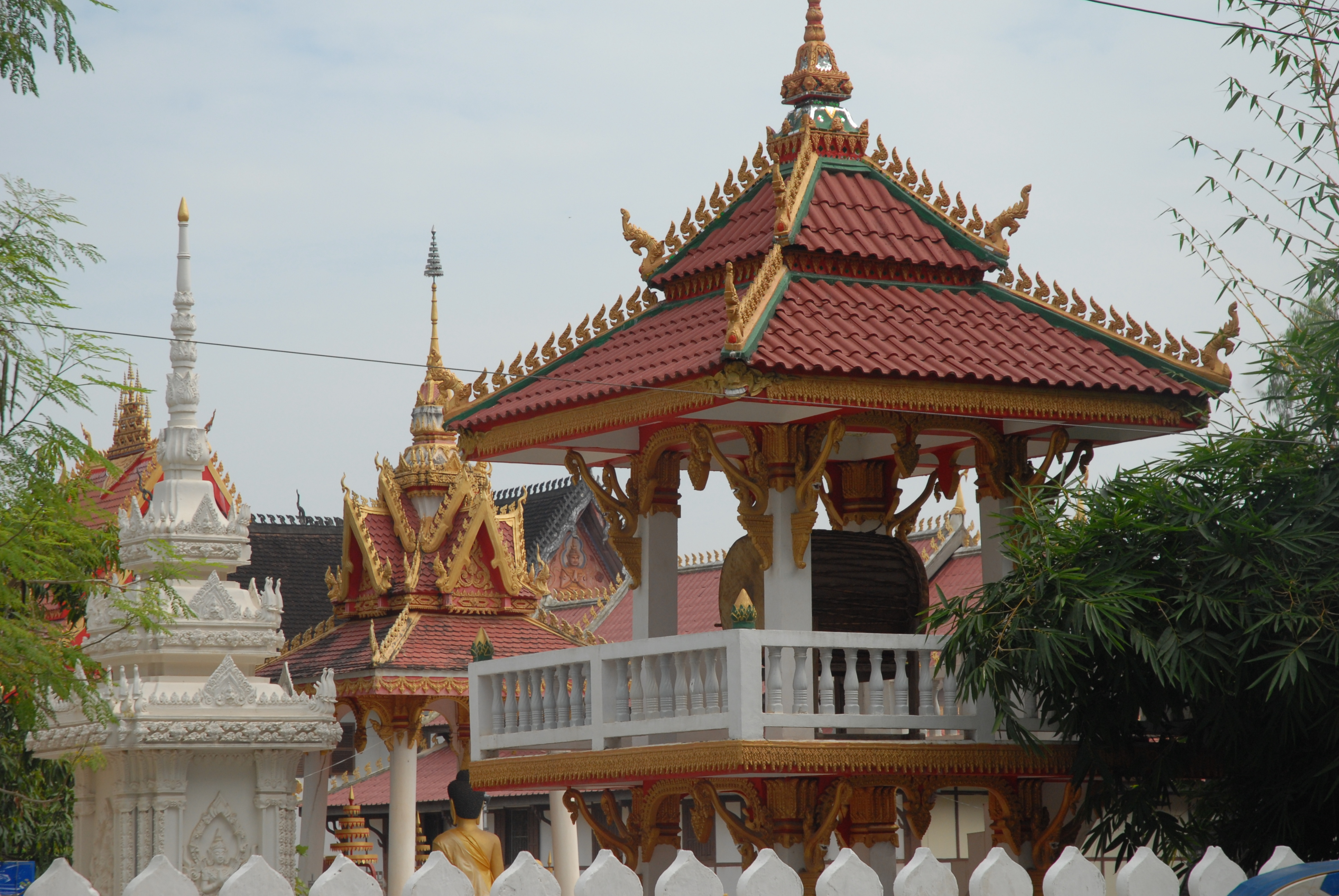
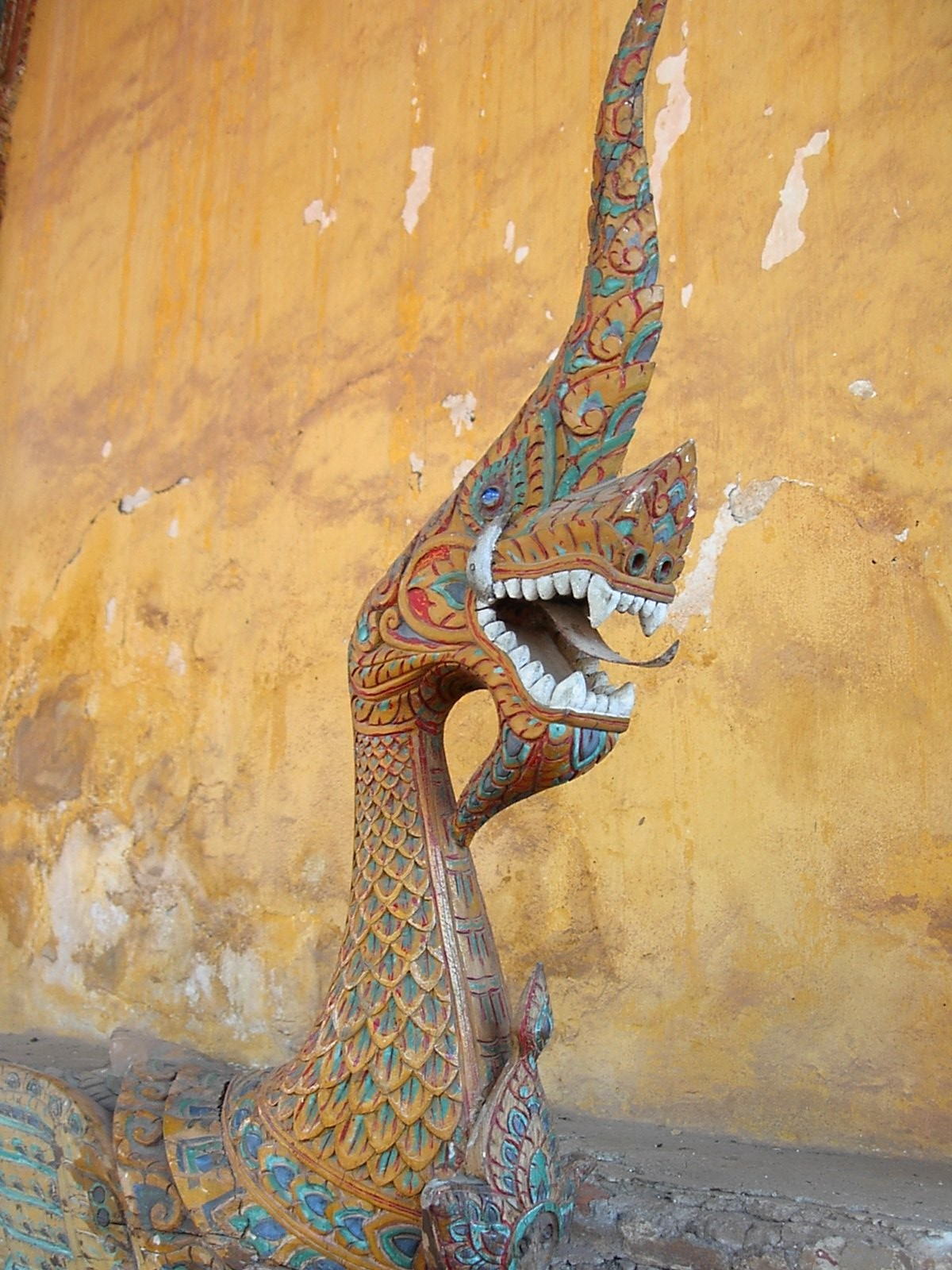
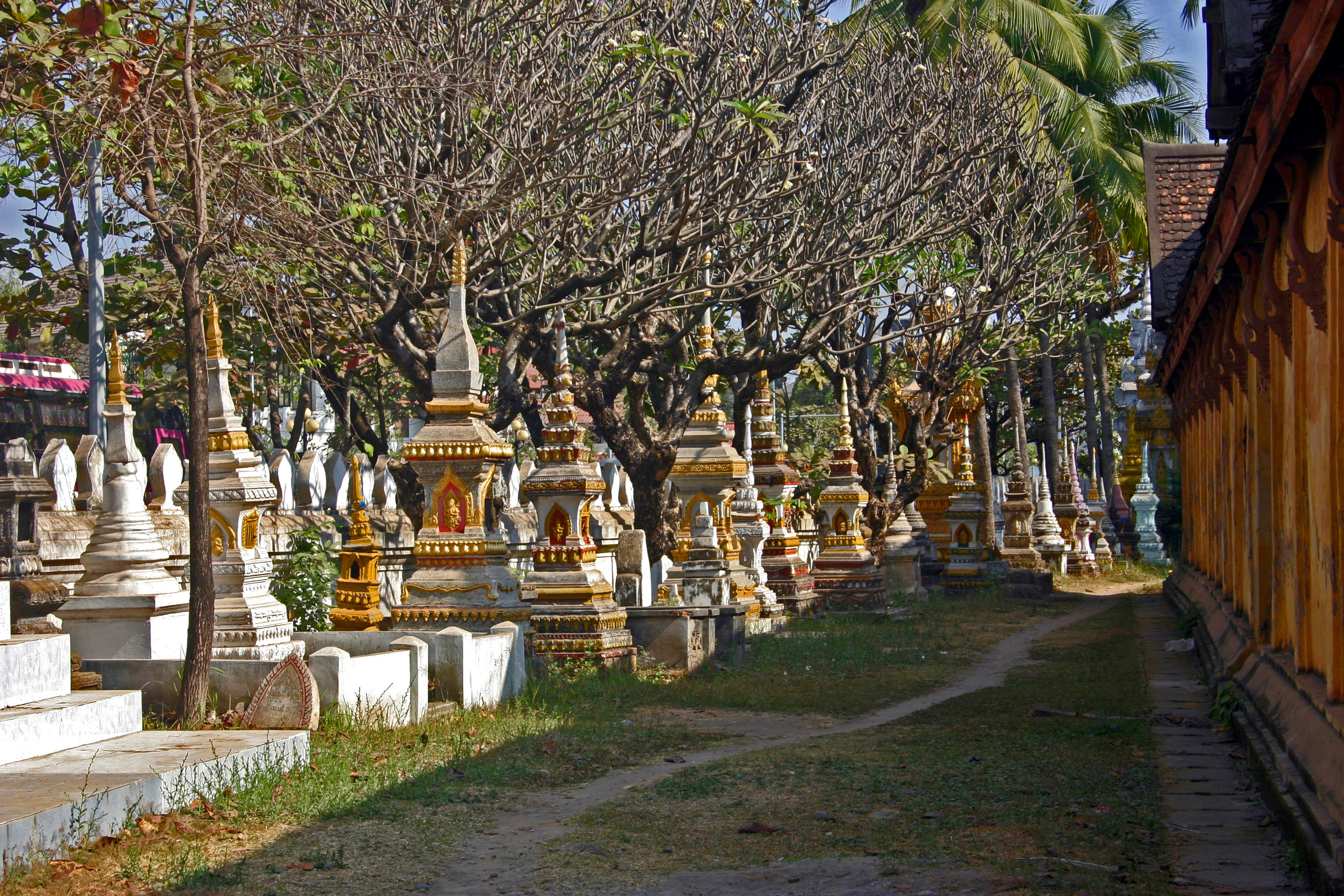